# Relaciones Colombia-Timor Oriental
Las relaciones entre Colombia y Timor Oriental se refieren a las relaciones internacionales entre la República de Colombia y la República Democrática de Timor Oriental, ambas repúblicas soberanas miembros plenos de las Naciones Unidas. 

## Historia

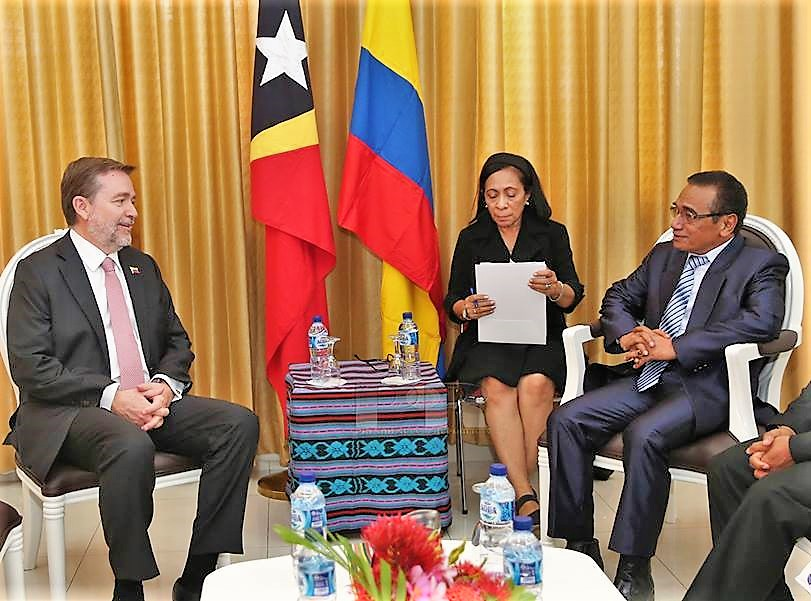
Presentación de credenciales del embajador de Colombia, José Renato Salazar Acosta, al Presidente de Timor Oriental, Francisco Guterres (2017)

Ambos países comparten el haber sido colonizados por europeos: mientras Colombia formó parte del Imperio español a través del Virreinato de Nueva Granada, Timor Oriental fue parte del Imperio portugués con el establecimiento del Timor portugués hasta 1975. Asimismo, tanto en Colombia como en Timor Oriental la religión mayoritaria es el catolicismo. En relación con los asuntos lingüísticos, ambas naciones tienen una lengua iberorromance como idioma oficial: el español en Colombia y el portugués en Timor Oriental. Por esta razón, ambos países forman parte de la Organización de Estados Iberoamericanos para la Educación, la Ciencia y la Cultura; Colombia como miembro pleno, mientras que Timor Oriental como país observador.
Bajo la invasión indonesia de Timor Oriental, Colombia apoyó la independencia del país bajo el principio de autodeterminación y tras la celebración del referéndum de independencia de 1999, estableciendo relaciones diplomáticas con Timor Oriental a partir del 20 de mayo de 2002.

## Antecedentes migratorios
No existe registro de movimientos migratorios significativos entre ambos territorios a lo largo de la historia. Ambos países requieren de un visado para poder ingresar en sus respectivos territorios por razones de turismo o visitas. Los portadores del pasaporte timorense solicitar un visado electrónico para entrar a Colombia.

## Misiones diplomáticas
- La embajada de Colombia en Yakarta (Indonesia) está doblemente acreditada para fungir como concurrente en Timor Oriental.
- La embajada timorense en Brasilia (Brasil), funge como concurrente para Colombia.